# Берег Лауге Коха

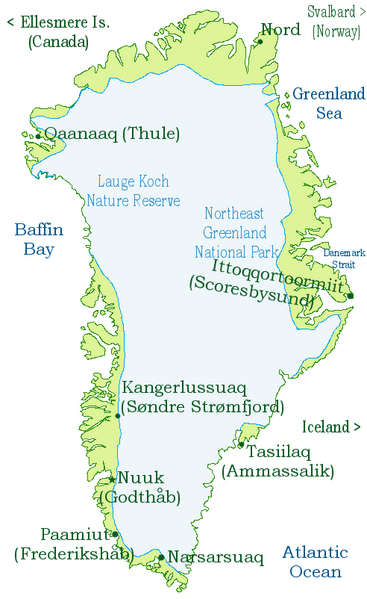
Карта-схема Гренландии и её ледникового щита. Виден «Заповедник Лауге Коха»

Берег Лауге Коха (датск. Lauge Koch Kyst) — берег (иногда побережье) на северо-западе Гренландии, названный в честь датского полярного исследователя Лауге Коха.

## Общие сведения
Труднодоступный и покрытый льдом регион, являющийся естественным барьером для миграций. На побережье расположены несколько участков с крутыми скалами и большое количество птичьих базаров. Климат суровый. Значимые инфраструктура и население в этой части острова отсутствуют.